# Statek rybacki

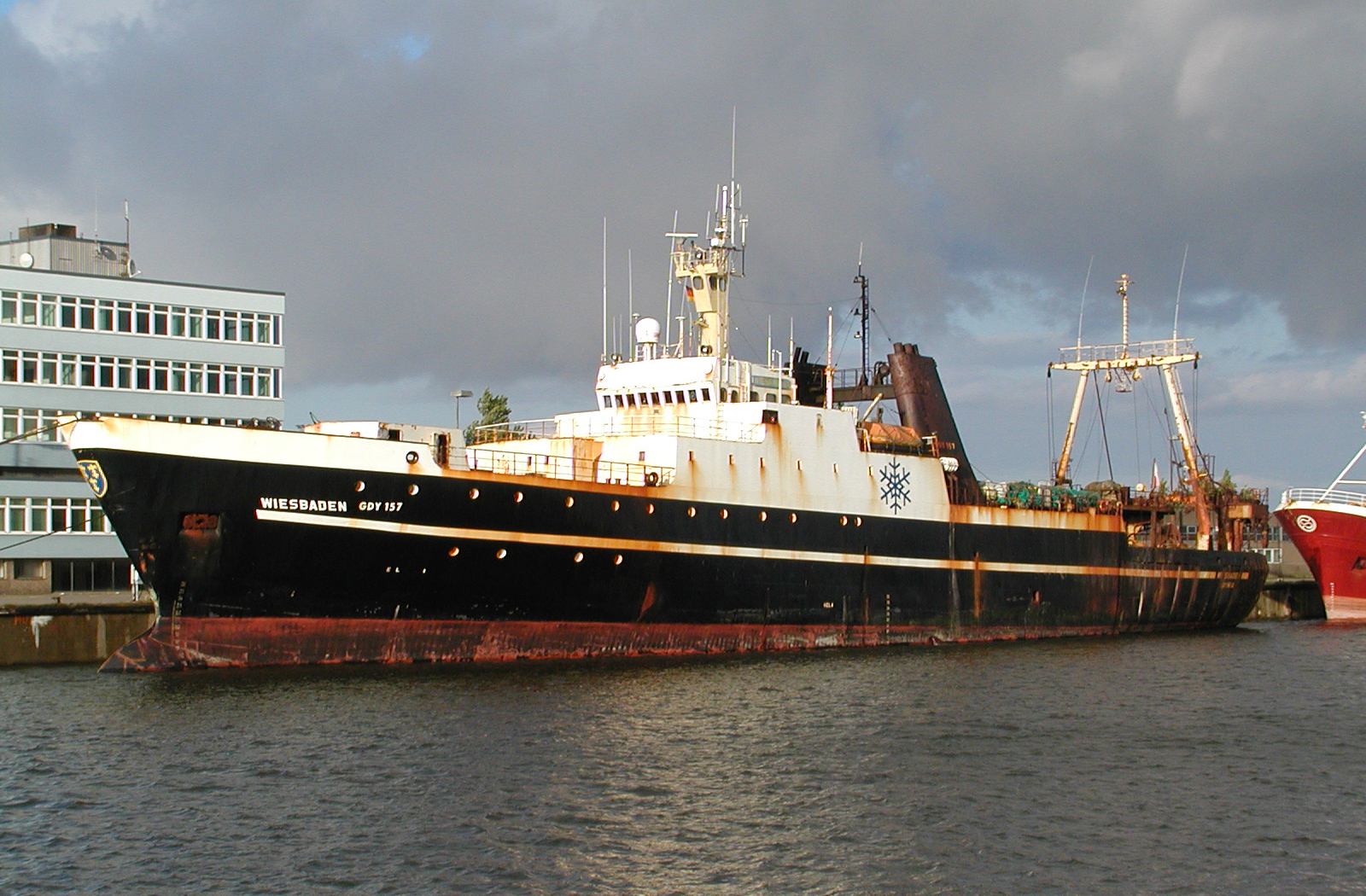
Statek rybacki

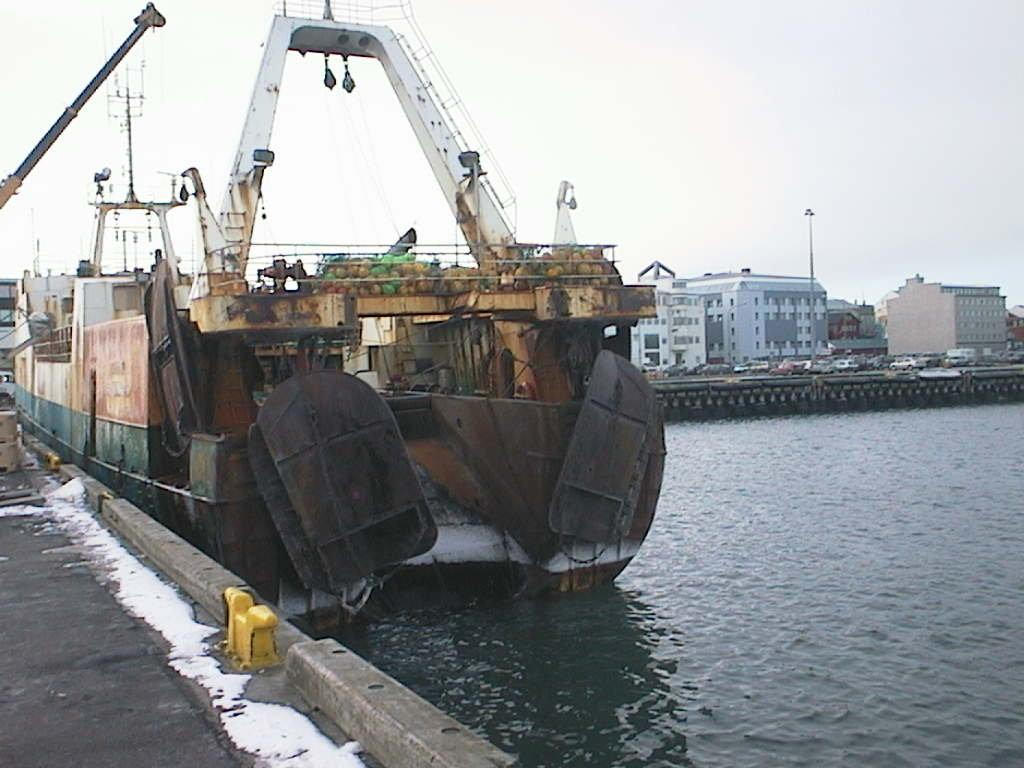
Trawler

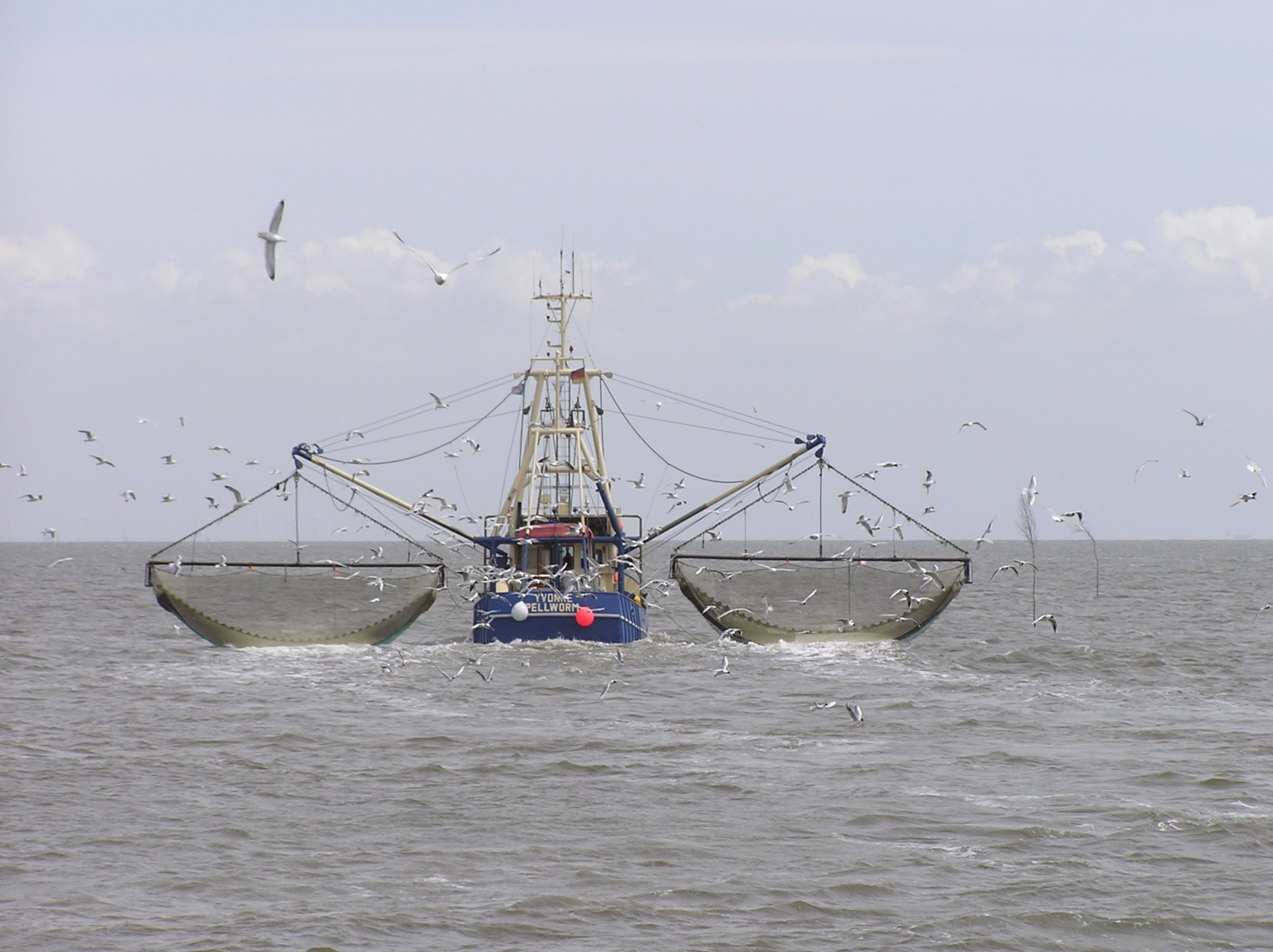
Krewetkowiec w czasie pracy

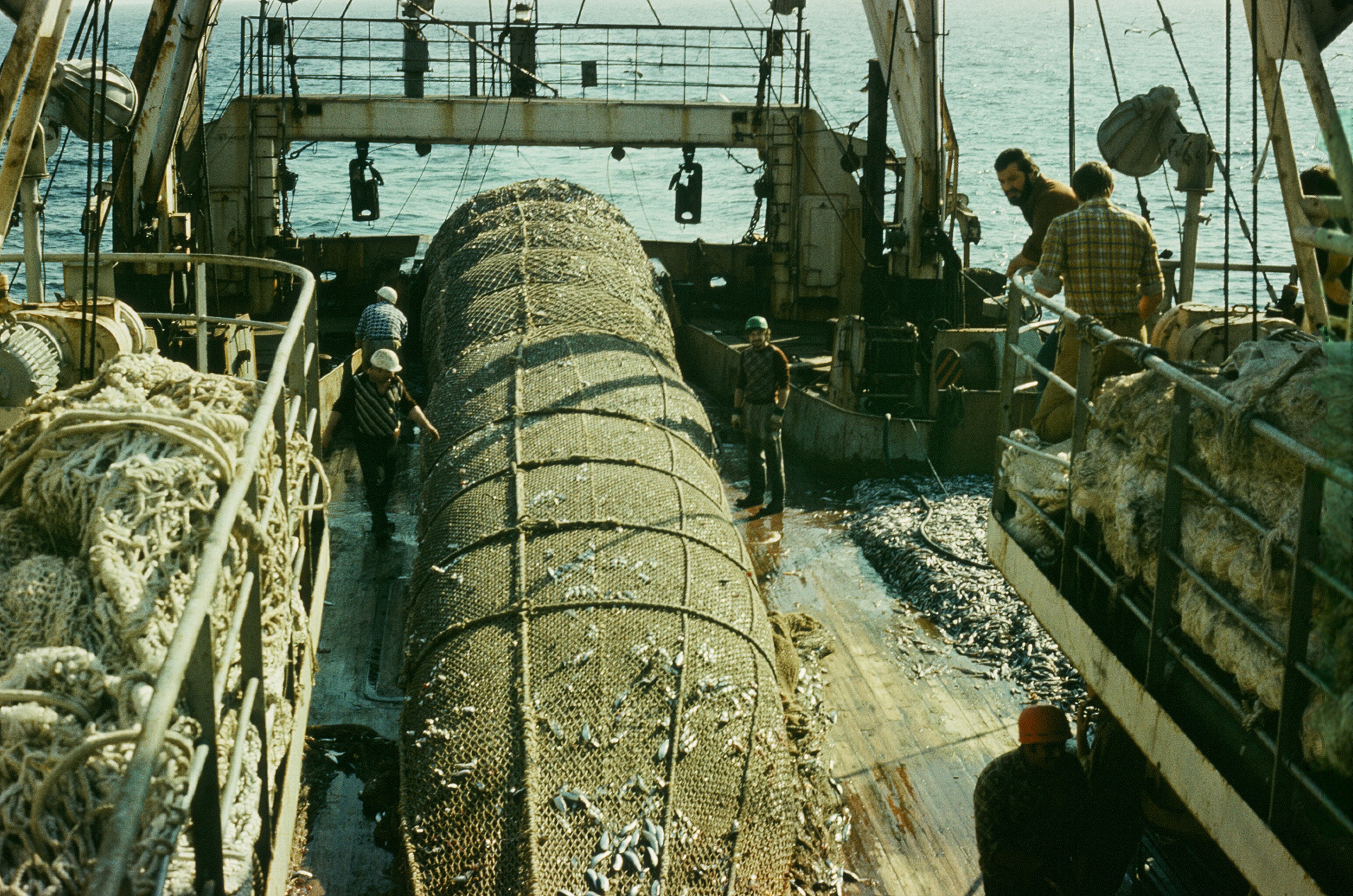
Ryby w sieci

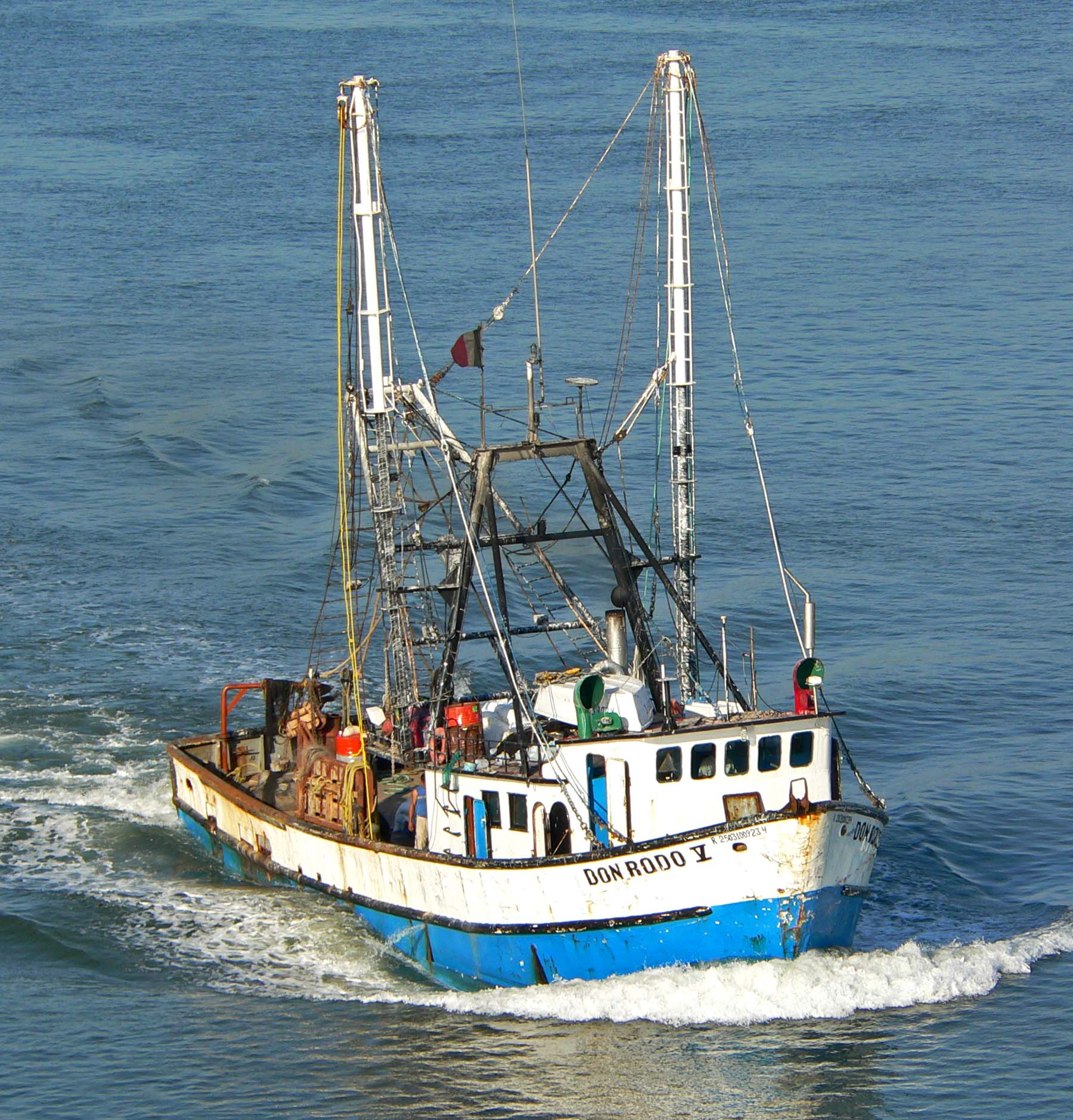
Kuter rybacki

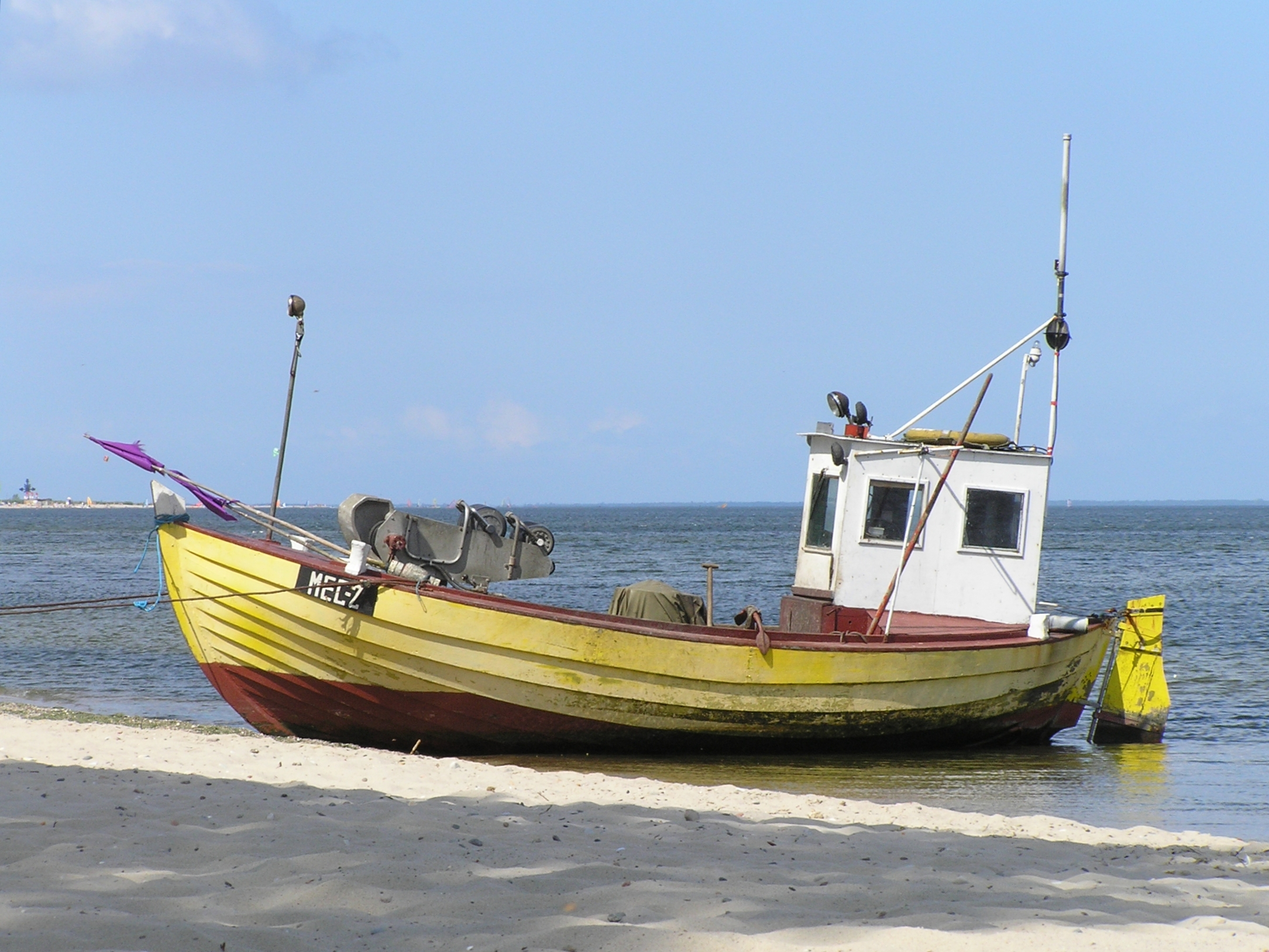
Łódź rybacka z nadbudówką

Statek rybacki – statek wodny używany do połowu ryb lub innych żywych zasobów morskich. Statek rybacki może również służyć do przetwarzania złowionych zwierząt.
Mniejsze jednostki do połowów nazywa się kutrami (dług. jednostki: 12–24 m) lub łodziami rybackimi (dług. jednostki do 12 m).
Zgodnie z uchylonym rozporządzeniem Ministra Rolnictwa i Rozwoju Wsi za łódź rybacką uznawane były statki rybackie do 15 m długości, za kuter rybacki uznawane były statki rybackie o długości od 15 do 30 m i mocy poniżej 611 kW, a pozostałe statki rybackie określane były mianem trawlerów.

## Podział statków rybackich
- statki łowcze
  - trawlery
  - sejnery
  - trawlero-sejnery
  - myśliwsko-rybackie
  - lugry
  - lugro-trawlery
  - longlinery
  - krewetkowce
- statki łowczo-przetwórcze
  - trawlery zamrażalnie
  - trawlery przetwórnie
  - longlinery zamrażalnie
  - sejnery zamrażalnie
- statki pomocnicze
  - statki pomocnicze produkcyjne
    - statki-zamrażalnie
    - statki-przetwórnie
    - bazy-przetwórnie
    - bazy-matki

  - statki pomocnicze usługowe
    - chłodniowce
    - szpitalno-warsztatowe
    - zbiornikowce
    - badawcze

## Charakterystyka statków rybackich

### Statki łowcze
Poławiają ryby i w stanie świeżym, w lodzie, dostarczają je do portu lub na statek-bazę. Dzielą się na:
- poławiające z burty (ze sterówką lokalizowaną na rufie)
- poławiające z rufy (ze sterówką lokalizowaną bliżej dziobu).

### Statki łowczo-przetwórcze i bazy rybackie
Wyposażone są w urządzenia umożliwiającą obróbkę ryb (np. produkcję mączki rybnej czy tranu) i urządzenia zamrażalnicze; jednostki takie cechują się dużą samodzielnością i dlatego eksploatowane są na dalekich łowiskach. Szczególnym rodzajem rybackiego statku łowczo-przetwórczego jest tak zwany „statek-baza”, który pełni na odległych łowiskach rolę portu dla współpracującej z nim flotylli mniejszych jednostek łowczych. na przełomie lat 60. i 70. XX w. największym na świecie producentem tych jednostek były stocznie polskie – szczególnie Stocznia Gdańska im. Lenina. Wyprodukowała ona liczne jednostki czterech typów, budowane niemal wyłącznie dla rybackiej floty Związku Radzieckiego. Pierwszym typem bazy rybackiej, budowanym w Polsce, były parowe jednostki typu B-62 („Siewierodwinsk”). Jedenasty i ostatni statek tego typu – s/s „Czukotka” – był ostatnim parowcem, jaki spłynął na wodę z pochylni stoczni w Gdańsku. Po typie B-62 przyszły trzy kolejne typy – B-64 („Pioniersk”), B-67 i B-69 („Professor Baranow”). Dla armatora polskiego zbudowano w połowie lat sześćdziesiątych ub. wieku DWIE jednostki typu B-67 – „Gryf Pomorski” i „Pomorze”. Pierwszym kapitanem „Gryfa Pomorskiego” został kpt. ż.w.r.m. Leon Skelnik (1927–2016). Pod koniec lat 80. gdańska stocznia zaczęła produkować tzw. bazy-konserwiarnie typu B-670 („Konstitucija SSSR”). Piąty typ bazy rybackiej z Gdańska był zarazem najbardziej skomplikowany i najnowocześniejszy. Bazy rybackie, za których sprawą przez kilka lat Polska zajmowała pierwsze miejsce w świecie w budowie statków rybackich, cieszyły się sporym zainteresowaniem ówczesnej prasy – w tym miesięcznika „Morze”. Rosjanie, eksploatujący gdańskie bazy, nadali co najmniej kilku z nich polskie nazwy (m.in. „Fryderyk Szopen” i „Stanisław Moniuszko”). Polskie statki-bazy rybackie to np. „Fryderyk Chopin” i nowoczesne statki typu B-67 z Gdańska. Ogólna liczba zbudowanych w stoczni gdańskiej baz rybackich pięciu typów – to 78 sztuk .
Bazę rybacką „Gryf Pomorski” opisano m.in. w „Morzu” z 1967 roku. Rolę bazy rybackiej pełnił czasowo także motorowiec „Morska Wola”.

### Typy jednostek rybackich w Polsce
- STOREM-4 – jednostki pełnomorskie o dł. 17m, przystosowane do poławiania z burty, do napędu najczęściej silniki o mocy 170 KM, charakteryzują się dużą dzielnością morską (tzw. klasa Bałtycka).
- B410 – pełnomorskie jednostki długości ok. 25m, przystosowane do trałowania z rufy, budowane w stoczni w Ustce, wykorzystywane także przez PMW (B410-IVS).
- KR-10 – projekt małej, uniwersalnej, trałującej z rufy jednostki rybackiej (na pograniczu kuter-łódź) wykonany przez Wydział Oceanotechniki i Okrętownictwa Politechniki Gdańskiej (1997 r.); adresatem są małe firmy rodzinne; przeznaczeniem są połowy w strefie ekonomicznej, a także przewożenie turystów-wędkarzy; przewidziana moc to 154 kW, dł. ok. 10 m, szer. ok. 4 m, zanurzenie ok. 1,5–1,6 m, autonomiczność ok. 3 doby (na podstawie miesięcznika „Morze”).
- Polaris 1200 – niewielkie kutry o długości ok. 12 m, wykonane w Gdańsku, obecnie stanowią świeży narybek w polskich portach rybackich, przystosowane do poławiania z rufy, posiadają 1 silnik o mocy w przedziale 150–250 KM (w zależności od życzenia odbiorcy);
- Inne: KB-21, KS-17, B25 itp. oraz jednostki unikatowe.

#### Oznaczenia jednostek rybackich w Polsce
W Polsce stosuje się następujące trzyliterowe oznaczenia przynależności portowej jednostek rybackich (np.: GDA-55, UST-72 itp.):
- CHA – Chałupy
- CHŁ – Chłapowo
- CHY – Chłopy
- DAR – Darłowo
- DBK – Dąbki
- DĘB – Dębki
- DZI – Dziwnów
- DWI – Dźwirzyno
- FRO – Frombork
- GĄS – Gąski
- GDA – Gdańsk
- JEL – Gdańsk (Jelitkowo)
- WSG – Gdańsk (Górki Wschodnie)
- ZAG – Gdańsk (Górki Zachodnie)
- SWB- Gdańsk (Świbno)
- GDY – Gdynia
- OBŁ – Gdynia (Obłuże)
- OKS – Gdynia (Oksywie)
- ORŁ – Gdynia (Orłowo)
- HEL – Hel
- JAN – Jantar
- JAR – Jarosławiec
- JAS – Jastarnia
- KMN – Kamienica Elbląska
- KAM – Kamień Pomorski
- KAR – Karwia
- KĄT – Kąty Rybackie
- KOŁ – Kołobrzeg
- KRM – Krynica Morska
- PIA – Krynica Morska (Nowa Karczma/Piaski)
- KUŹ – Kuźnica
- LBC – Lubczyna
- LBN – Lubin
- ŁEB – Łeba
- MEC – Mechelinki
- MIW – Międzywodzie
- MIZ – Międzyzdroje
- MIK – Mikoszewo
- MRZ – Mrzeżyno
- NIE – Niechorze
- PAS – Nowa Pasłęka (Ujście)
- WAR – Nowe Warpno
- OSŁ – Osłonino
- PUC – Puck
- REW – Rewa
- RWL – Rewal
- ROW – Rowy
- SAR – Sarbinowo
- SOP – Sopot
- STE – Stegna
- STP – Stepnica
- SUC – Suchacz
- SWA – Swarzewo
- SZN – Szczecin
- DĄB – Szczecin (Dąbie)
- STŁ – Szczecin (Stołczyn)
- SZT – Sztutowo
- ŚWI – Świnoujście
- KRS – Świnoujście (Karsibór)
- PRZ – Świnoujście (Przytór)
- TOL – Tolkmicko
- TRB – Trzebież
- UNI – Mielno (Unieście)
- UST – Ustka
- USM – Ustronie Morskie
- WAP – Wapnica
- WŁA – Władysławowo
- WOL – Wolin